# Puezhütte
De Puezhütte (Italiaans: Rifugio Puez) is een berghut in de gemeente Corvara in Badia in de Italiaanse provincie Bozen-Zuid-Tirol. De berghut ligt in een groen dal aan de voet van de Puezspitze (Punte del Puez, 2913 meter) in het Naturpark Puez-Geisler, op een hoogte van 2475 meter in de Puezgroep van de Dolomieten. De Puezhütte behoort toe aan de sectie Bolzano van de Clup Alpino Italiano (CAI).
Op 22 oktober 1889 opende de Ladinische sectie van de Deutsche und Österreichische Alpenverein (DuÖAV) alhier een schuilhut die plaats bood aan veertien bergbeklimmers. Dit toevluchtsoord werd in 1903 veranderd in een daadwerkelijke berghut, die de naam Puezhütte meekreeg. In de Eerste Wereldoorlog werd de hut zwaar beschadigd. Nadat Zuid-Tirol onderdeel was geworden van Italië en de Italiaanse overheid de bezittingen van de DuÖAV binnen dit gebied in beslag had genomen, werd de CAI-sectie Bolzano de nieuwe beheerder van de hut. Inmiddels is naast de oude hut een nieuw, extra onderkomen verrezen.
Naast de Piz de Puez wordt de Puezhütte gebruikt voor beklimmingen van onder andere de Sassongher (2665 meter) en de Piz Duledes (2908 meter). Nabijgelegen hutten zijn onder andere de Regensburger Hütte en de Schlüterhütte.